# زهانغ يونغ هاي
زهانغ يونغ هاي (بالصينية: 张永海) (15 مارس 1979 ببانجين في الصين - ) هو لاعب كرة قدم صيني في مركز الدفاع. شارك مع منتخب الصين لكرة القدم. أما مع النوادي، فقد لعب مع نادي بكين سينوبو غوان وChengdu Tiancheng F.C. ‏ ونادي شنجن وShanghai Shenxin F.C. ‏ وLiaoning F.C. ‏ وShaanxi Wuzhou F.C. ‏.

## وصلات خارجية
- زهانغ يونغ هاي على موقع الاتحاد الدولي (مؤرشف)  (الإنجليزية)
- زهانغ يونغ هاي على موقع قاعدة بيانات كرة القدم.إي يو (الإنجليزية)
- زهانغ يونغ هاي على موقع ناشيونال فوتبول تيمز (الإنجليزية)
- زهانغ يونغ هاي على موقع Soccerway.com (الإنجليزية)